# والتر جنكينز
والتر جنكينز (بالإنجليزية: Walter Jenkins)‏ هو سياسي أمريكي، ولد في 23 مارس 1918 في مقاطعة كلاي في الولايات المتحدة، وتوفي في 23 نوفمبر 1985 في أوستن في الولايات المتحدة. حزبياً، نشط في الحزب الديمقراطي.